# Dipturus stenorhynchus
Dipturus stenorhynchus és una espècie de peix d'aigua salada de la família dels raids i de l'ordre dels raïformes.
Poden assolir fins a 90 cm de longitud total. És ovípar i els ous tenen com a banyes a la closca. És un peix d'aigües profundes que viu entre 253–761 m de fondària.
Es troba a l'oceà Índic occidentaldes del sud de Moçambic fins a la badia Plettenberg Bay a Sud-àfrica.
És inofensiu per als humans.